# Margarethe Held (Leichtathletin)
Margarethe Held (* 19. März 1911; † nach 1936) war eine österreichische Diskuswerferin.
Bei den Olympischen Spielen 1936 in Berlin wurde sie Elfte mit 34,05 m.
Ihre persönliche Bestleistung von 36,50 m stellte sie 1936 auf.